# محمود کمالی
محمود کمالی شصت و دومین شهردار قزوین متولد ۱۳۳۴ فارغ‌التحصیل مهندسی عمران از دانشگاه پیتسبورگ است. وی در فاصله سالهای ۱۳۸۲ تا ۸۸ تصدی مقام شهرداری قزوین را بر عهده داشت. وی به دلیل اختلافات با شورای اسلامی شهر قزوین به نوعی از سمت خود برکنار شد و در مراسم تودیع خود شرکت نکرد.

## سوابق قبلی
- عضو هیئت مدیره گروه مدیران البرز (گما)
- مسوول ستاد زلزله قزوین در سال ۱۳۶۹
- عضو فعال انجمن دانشجویان مسلمان در آمریکا و کانادا
- افسر اداره سیاسی عقیدتی نیروی دریایی
- عضو فعال نظام مهندسی استان قزوین
- عضو هیئت مدیره جامعه مهندسین
- مشاور فنی کمیسیون طرح‌ریزی و خدمات شهری شورای اسلامی شهر قزوین
- عضو شورای مرکزی جامعه اسلامی مهندسین استان قزوین